# Валя-Каселор (Дрегешань, Вилча)
Валя-Каселор (рум. Valea Caselor) — село у повіті Вилча в Румунії. Адміністративно підпорядковане місту Дрегешань.
Село розташоване на відстані 149 км на захід від Бухареста, 51 км на південь від Римніку-Вилчі, 49 км на північний схід від Крайови.

## Населення
За даними перепису населення 2002 року у селі проживали 130 осіб, усі — румуни. Рідною мовою 129 осіб (99,2%) назвали румунську.